# Лосевское сельское поселение (Павловский район)
Лосевское се́льское поселе́ние — муниципальное образование в Павловском районе Воронежской области Российской Федерации.
Административный центр — село Лосево.

## История
Статус и границы сельского поселения установлены Законом Воронежской области от 15 октября 2004 года № 63-ОЗ «Об установлении границ, наделении соответствующим статусом, определении административных центров отдельных муниципальных образований Воронежской области».

## Население
| 2005  | 2006  | 2007  | 2008  | 2009  | 2010  | 2012  |
| ----- | ----- | ----- | ----- | ----- | ----- | ----- |
| 4673  | ↘4663 | ↗4667 | ↘4664 | ↗4693 | ↘4459 | ↘4419 |
| 2013  | 2014  | 2015  | 2016  | 2017  | 2018  | 2021  |
| ↘4374 | ↗4377 | ↘4346 | ↗4348 | ↘4310 | ↘4258 | ↘4034 |

## Состав сельского поселения
| № | Населённый пункт | Тип населённого пункта       | Население |
| - | ---------------- | ---------------------------- | --------- |
| 1 | Карла Маркса     | посёлок                      | ↗38       |
| 2 | Крицкий          | хутор                        | ↘23       |
| 3 | Лосево           | село, административный центр | ↘3959     |